# Allocinopus
Allocinopus – rodzaj chrząszczy z rodziny biegaczowatych i podrodziny Harpalinae.

## Morfologia
Ciało długości od 6 do 11,5 mm. Głowa i tułów pozbawione uszczecinionych mikropor grzbietowych. Warga górna silnie poprzeczna, o wierzchołku prostym lub lekko obrzeżonym. Bródka z zębem środkowym umiarkowanie krótszym od bocznych płatków. Bródka i podbródek oddzielone pełnym szwem. Owłosienie czułek zaczyna się od nasadowej ⅓ lub ½ trzeciego członu. Przedplecze sercowate lub umiarkowanie poprzeczne. Podstawa przedplecze tak szeroka jak nasada pokryw lub umiarkowanie od niej węższa. Tarczka widoczna. Wierzchołek płatka przedpiersia owłosiony. Uda tylnych odnóży z dwoma szczecinami na tylnej krawędzi. Przednie i środkowe stopy samców bocznie rozszerzone i spodem owłosione. Rzędy uszczecinonych punktów nieobecne na 3, 5 i 7 międzyrzędzie pokryw. Seria pępkowatych uszczecinień na 9 międzyrzędzie podzielona na 2 główne grupy, z których tylna ciągła. Wentryty 2 i 3 u samców bez uszczecinionych dołeczków, a 5 i 6 u obu płci bez krótkich szczecinek i tylko z jedną parą szczecinek o zmiennej pozycji. Aedeagus w widoku bocznym silnie lub słabo łukowaty, a w grzbietowym symetryczny lub asymetryczny. Grzbietowy obszar błoniasty aedeagusa szeroki, sięgający prawie do bulwy podstawowej. Dysk wierzchołkowy obecny. Woreczek wewnętrzny uzbrojony.

## Występowanie
Rodzaj endemiczny dla Nowej Zelandii.

## Taksonomia
Rodzaj wprowadzony został w 1903 roku przez Thomasa Brouna. Gatunkiem typowym jest Allocinopus sculpticollis.
Opisano dotąd 7 gatunków z tego rodzaju:
- Allocinopus angustulus Broun, 1912
- Allocinopus belli Larochelle et Lariviere, 2005
- Allocinopus bousqueti Larochelle et Lariviere, 2005
- Allocinopus latitarsis Broun, 1911
- Allocinopus sculpticollis Broun, 1903
- Allocinopus smithi Broun, 1912
- Allocinopus wardi Larochelle et Lariviere, 2005